# Уолтър Хилтън
Уолтър Хилтън (на английски: Walter Hilton; 1340 – 24 март 1396) е английски августински мистик.

## Биография и творчество
За живота му се знае малко. Оглавявал е дом на августински каноници в Тургатонския манастир, близо до Нюарк, Нотингамшър. В близък контакт е с картузианците, макар да не е член на този орден.
Духовните му писания имат голямо влияние през 15 век в Англия. Най-известното му произведение е Ladder of Perfection или Scala Perfectionis (Стълбата на съвършенството), в две книги, първо отпечатани от Уинкин де Уърд през 1494 г. Творбата може да се опише като пътеводител по пътя за небесния Йерусалим, който е „съзерцание в съвършена любов към Бог“. Душата се реформира по образ и подобие на Бог, първо само във вяра, а след това във вяра и чувство. Ускорена от скромност и любов, тя преминава през мистичната мрачна нощ, която „е нищо друго освен въздържание и оттегляне на мисълта и душата от земни неща чрез голямо желание и копнеж да обичаш и видиш и чувстваш Исус и духовни неща.“
Чрез дара на любовта всички пороци се унищожават и душата най-сетне става съвършен обожател на Исус, „напълно единена с него в с любовна нежност“, неговото присъствие е животът на душата, така както душата е животът на тялото. Пречистена, за да познае неговият таен глас, нейните духовни очи се отварят, за да видят неговите работи във всички неща и да съзрат благословената му природа. Книгата завършва с думите „Душа, която е чиста, подбудена от милост да използва тази творба, може да види повече от такава духовна материя за час, отколкото може да се напише в много голяма книга.“
Стълбата на съвършенството универсално се счита за най-пълният, ясен и балансиран трактат за вътрешния живот, написан през късното Средновековие. Сърцевината на учението на Хилтън е, че отговорът на духовните трудности, които времена на промяна и насилие пораждат е да се адаптира учението на църквата към живота на християнина в света.
Други два трактата на Хилтън са отпечатани през 1506 и 1521 г. съответно от Ричард Пинсън и Хенри Пепуел: To a Devout Man in Temporal Estate и The song of Angels. Първата съдържа религиозни съвети за напътствие на религиозен човек, който има богатство и позиция в света, такъв, за който смесеният живот, т.е. активен и съзерцателен, се отнася. Тя показва как външните работи, които такъв човек трябва да върши могат да бъдат направени приемливи за Бог и средство да се запали желанието за Него и за видението на духовни неща. Втората е по-чисто мистична и се занимава с божествените посещения и духовни утешения, дадени на съзерцателната душа на земята, която е в съвършено милосърдие и пречистена в огъня на любовта.